# ホーリー・バイブル (アルバム)
『ホーリー・バイブル』（The Holy Bible）は、ウェールズのロックバンド、マニック・ストリート・プリーチャーズの3枚目のアルバムである。1994年8月30日に発売された。リッチー・ジェームズ・エドワーズが失跡する前に制作された最後のアルバムである。
イギリスの音楽雑誌『NME』の特集「最も暗いアルバム ベスト50」では1位に選ばれた。

## ホーリー・バイブル10thアニヴァーサリー・エディション
2004年12月6日に発売された2枚のCDと1枚のDVDセットの10周年記念盤。CD1はデジタルリマスター盤、CD2はUSリミックス盤である。DVDにはライブでの演奏シーンや30分のメンバーのインタビューが収められている。

## 曲目リスト
1. イエス - Yes
2. アメリカの真実 - Ifwhiteamericatoldthetruthforonedayit'sworldwouldfallapart
3. オブ・ウォーキング・アボーション - Of Walking Abortion
4. シー・イズ・サファリング - She Is Suffering
5. 苦痛に関する公文書 - Archives Of Pain
6. リヴォル - Revol
7. 4st 7lb(自虐の美) - 4st 7lb
8. モーソリアム(暗黒の墓碑) - Mausoleum
9. ファスター - Faster
10. ディス・イズ・イエスタデイ - This Is Yesterday
11. ダイ・イン・サマータイム - Die In The Summertime
12. インテンス・ハミング・オブ・イーヴィル - The Intense Humming Of Evil
13. P.C.P - P.C.P.

## 10周年記念盤曲目リスト
CD 1Digitally Re-mastered Original Album + Live Tracks
1. イエス - Yes
2. アメリカの真実 - Ifwhiteamericatoldthetruthforonedayit'sworldwouldfallapart
3. オブ・ウォーキング・アボーション - Of Walking Abortion
4. シー・イズ・サファリング - She Is Suffering
5. 苦痛に関する公文書 - Archives Of Pain
6. リヴォル - Revol
7. 4st 7lb(自虐の美) - 4st 7lb
8. モーソリアム(暗黒の墓碑) - Mausoleum
9. ファスター - Faster
10. ディス・イズ・イエスタデイ - This Is Yesterday
11. ダイ・イン・サマータイム - Die In The Summertime
12. インテンス・ハミング・オブ・イーヴィル - The Intense Humming Of Evil
13. P.C.P - P.C.P.
14. インテンス・ハミング・オブ・イーヴィル－ライヴ  - The Intense Humming Of Evil - Live
15. 4st 7lb(自虐の美)－ライヴ  - 4st 7lb - Live
16. イエス－ライヴ  - Yes - Live
17. オブ・ウォーキング・アボーション－ライヴ - Of Walking Abortion - Live

CD 2US mix of album/Demos & Radio Sessions
1. イエス - Yes
2. アメリカの真実 - Ifwhiteamericatoldthetruthforonedayit'sworldwouldfallapart
3. オブ・ウォーキング・アボーション - Of Walking Abortion
4. シー・イズ・サファリング - She Is Suffering
5. 苦痛に関する公文書 - Archives Of Pain
6. リヴォル - Revol
7. 4st 7lb(自虐の美) - 4st 7lb
8. モーソリアム - Mausoleum
9. ファスター - Faster
10. ディス・イズ・イエスタデイ - This Is Yesterday
11. ダイ・イン・サマータイム - Die In The Summertime
12. インテンス・ハミング・オブ・イーヴィル - The Intense Humming Of Evil
13. P.C.P - P.C.P.
14. ダイ・イン・サマータイム－デモ - Die In The Summertime - Demo
15. モーソリアム－デモ - Mausoleum - Demo
16. オブ・ウォーキング・アボーション－レディオ1・イヴニング・セッション - Of Walking Abortion - Radio1 Evening Session
17. シー・イズ・サファリング－レディオ1・イヴニング・セッション - She Is Suffering - Radio1 Evening Session
18. イエス－レディオ1・イヴニング・セッション - Yes - Radio1 Evening Session

DVD
1. ファスター－トップ・オブ・ポップス - Faster - Top Of The Pops
2. ファスター－バット・ネイキッド - Faster - Butt Naked
3. P.C.P－バット・ネイキッド - P.C.P. - Butt Naked
4. シー・イズ・サファリング－バット・ネイキッド - She Is Suffering - Butt Naked
5. 4st 7lb(自虐の美)－MTV モゥスト・ウォンテッド - 4st 7lb - MTV Most Wanted
6. シー・イズ・サファリング－MTV モゥスト・ウォンテッドShe Is Suffering - MTV Most Wanted
7. ファスター－グラストンベリー・フェスティヴァル '94 - Faster - Glastonbury '94
8. P.C.P－グラストンベリー・フェスティヴァル '94 - P.C.P. - Glastonbury '94
9. イエス－グラストンベリー・フェスティヴァル '94 - Yes - Glastonbury '94
10. リヴォル－レディング・フェスティヴァル '94 - Revol - Reading '94
11. ファスター－US Video - Faster - US Video
12. ジャッジ・ユアセルフ－Video - Judge Yr'self - Video
13. イエス－ニュー・フィルム - Yes - New film (made by Patrick Jones)
14. バンド・インタヴュー (30mins) - Band Interview (30mins)